# Yoo Young-jae
Yoo Young-jae (hangul: 유영재 (); Seúl, 24 de enero de 1994), también conocido como Youngjae, es un cantante y actor surcoreano. Es conocido por ser miembro del grupo masculino surcoreano B.A.P, bajo TS Entertainment, donde se desempeña como vocalista principal. Lanzó su miniálbum debut en solitario Fancy en abril de 2019.

## Biografía
Yoo nació el 24 de enero de 1994 en Seúl. Es el segundo y menor hijo de su padre y su madre, propietaria de una marca de moda. Vivió en un hogar adinerado hasta la crisis financiera asiática de 1997; desde entonces su familia tuvo problemas económicos. Vivieron en una casa contenedor durante un tiempo y su padre se mudó. Yoo vivía en una villa en Yongin con su madre y se mudaron a una habitación en un sótano en una casa en Seúl. Pasó su juventud jugando videojuegos y, en sexto grado, quiso convertirse en un jugador profesional. En su segundo año de secundaria, Yoo cantó durante un concurso de talentos con un grupo de amigos, donde le hacían ovaciones por su gran voz. Al año siguiente, se inscribió en un hagwon de música donde comenzó a recibir lecciones de música.

## Carrera

### 2012-2019: Inicios de su carrera y B.A.P

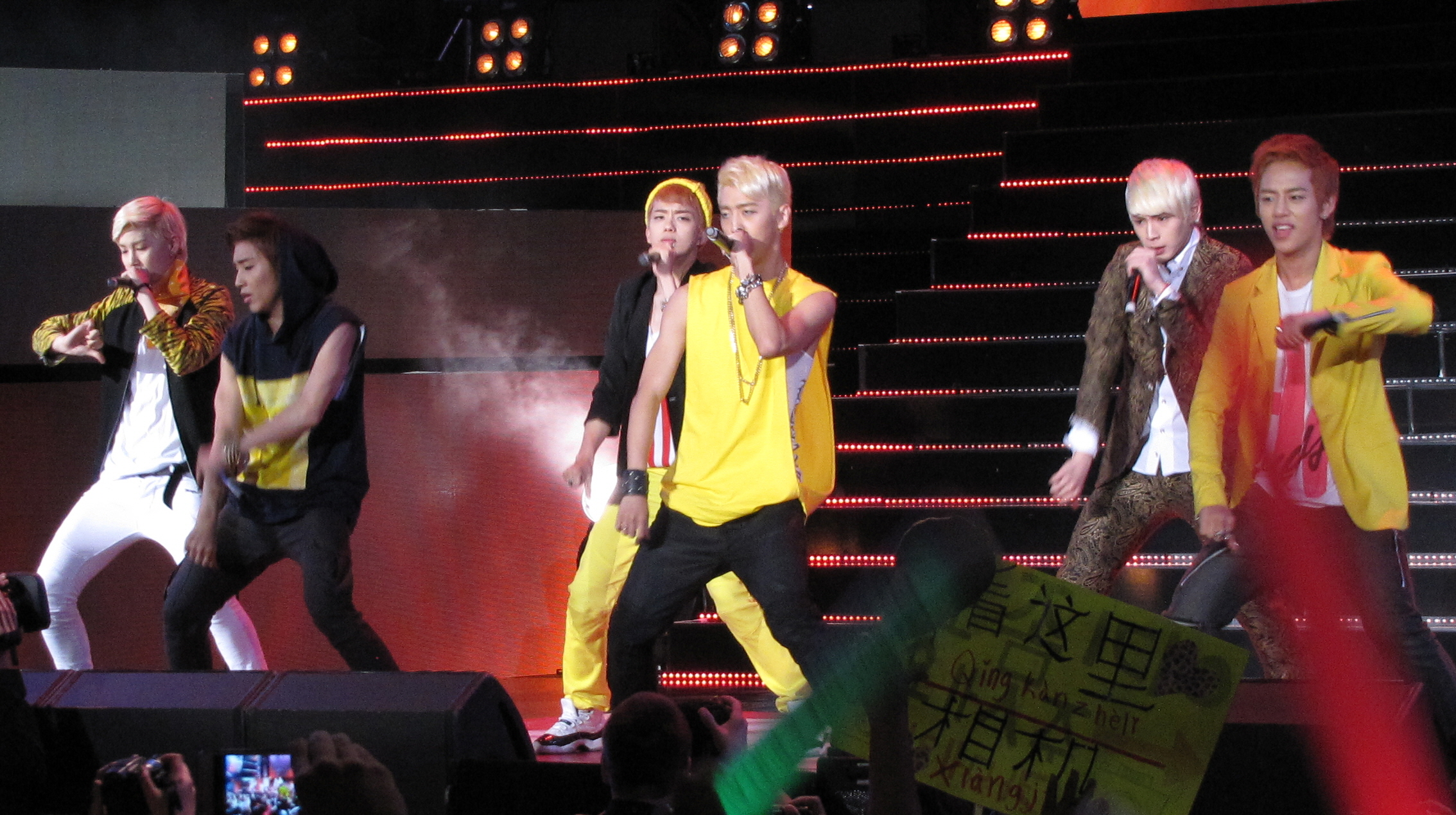
BAP en la KCON en 2012

Yoo audicionó en varias compañías discográficas cuando era estudiante de secundaria. Después de pasar diez meses en comunicación, se convirtió en aprendiz de JYP Entertainment, y estaba previsto que debutaría en un grupo en ese momento. Finalmente abandonó la compañía discográfica un año después alegando "razones personales". Hizo una audición para TS Entertainment, donde terminó siendo seleccionado, y poco después firmó con el sello.
Yoo fue revelado como miembro del grupo masculino surcoreano B.A.P el 18 de enero de 2012, donde se desempeñaba como vocalista principal. El grupo debutó ocho días después con su álbum sencillo Warrior. En noviembre de 2014, el grupo presentó una demanda contra su agencia, y pidieron la anulación del contrato con la empresa, alegando “condiciones de trabajo injustas y pésima distribución de ganancias”. En agosto del año siguiente, las dos partes finalmente llegaron a un acuerdo y B.A.P reanudó sus actividades bajo TS Entertainment. En agosto y diciembre de 2018, Yongguk y Zelo abandonaron el grupo y el sello discográfico tras la finalización de sus contratos, respectivamente. Yoo y los tres miembros restantes abandonaron la compañía en febrero de 2019, lo que llevó a la disolución de B.A.P.

### 2019-presente: Actividades en solitario y regreso a B.A.P
Yoo fundó una compañía discográfica independiente para lanzar su música en solitario. Lanzó su miniálbum debut en solitario Fancy el 19 de abril. Yoo fue elegido para el papel principal en la serie dramática de JTBC, Kim Seul Gi Genius, como el personaje principal. Se lanzó en iOS y Android y el primer episodio estuvo disponible para ver el 18 de mayo de 2019, aunque llegó a streaming en noviembre de 2019. Yoo también se unió al elenco del programa de variedades de TvN D 'Mileage Soccer', donde varias celebridades jugaron fútbol con varios equipos de fútbol en Corea para recaudar dinero para la caridad.
El 29 de agosto de 2019, se anunció que Yoo había firmado un contrato exclusivo con una nueva agencia, DMost Entertainment. Bajo DMost Entertainment, Yoo continuó dedicándose a la música, así como a la actuación y a los programas de variedades. Yoo fue elegido para su primer papel importante en televisión en el drama de KBS Woman of 9.9 Billion, que comenzó a transmitirse en noviembre de 2019. Yoo también participó en la banda sonora del mismo, sinendo esta la primera vez que participa en la banda sonora de un programa de televisión o drama. La canción, " 그녀가 처음 울던날 ", es una versión de la canción del mismo nombre de Kim Kwang Seok.
Yoo hizo su regreso con su segundo miniálbum O,on el 22 de octubre de ese mismo año.
En marzo de 2020, los fanáticos especularon que Yoo había finalizado su contrato con DMost Entertainment después de que su perfil fuera eliminado del sitio web oficial de la compañía. Después de que los fanáticos se comunicaron con la empresa, se confirmó que había finalizado su contrato con ellos. Luego, Yoo fue representado nuevamente por su agencia personal, JWorld Entertainment.
En junio de 2020, se reveló que Yoo había sido elegido para participar en el drama de comedia histórica de tvN Mr. Queen, a través de un proceso de audición oficial. El drama se emitió por primera vez el 12 de diciembre de 2020.
En febrero de 2021, se anunció que Yoo haría su debut en la pantalla grande con la película Sing a Song, donde interpretó al personaje principal Hyun-do, un adolescente de una familia de élite que quiere dedicarse a la música pop en lugar de la música clásica.
El 14 de marzo de 2022, se reveló que Yoo firmó un contrato con Forstar Company para imulsar su carrera como actor. Su contrato con Forstar Company finalizó en mayo de 2024, y en junio de 2024, se reveló que Yoo firmó un contrato con A.COMPASS para continuar con su carrera musical y actoral.
Desde entonces, Yoo continuó desarrollando su carrera como actor, asumiendo el papel principal de Na A-reum en Our Beautiful Summer de tvN después de completar su servicio militar. Yoo también hizo su debut como actor musical en 2024 con Buchihanan (부치하난), donde fue elegido para el papel principal de Nu-ri. Además, en ese mismo año, regresó a B.A.P junto con tres de los miembros.

## Vida personal

### Servicio militar
El 6 de noviembre de 2022, Yoo publicó en Instagram que debía realizar su servicio militar obligatorio a partir del 8 de noviembre de 2022. Yoo completó su servicio militar el 7 de mayo de 2024.

## Discografía

### Extended plays
| Título | Detalles | Posiciones más altas en los gráficos | Ventas       |
| Título | Detalles | COR                                  | Ventas       |
| ------ | --- | ------------------------------------ | ------------ |
| Fancy  | - Fecha de lanzamiento: 19 de abril de 2019 - Etiqueta: J World/Warner Music - Formato: CD, descarga digital | 15                                   | - COR: 4,959 |
| O,on   | - Fecha de lanzamiento: 22 de octubre de 2019 - Etiqueta: DMost - Formato: CD, descarga digital              | 20                                   | - COR: 2,750 |

### Sencillos

#### Como artista principal
| Título          | Año  | Lanzamiento                                   |
| --------------- | ---- | --------------------------------------------- |
| "Stay with Me"  | 2018 | B.A.P Concert Special Solo 'The Recollection' |
| "Another Night" | 2019 | Fancy                                         |
| "Forever Love"  | 2019 | O,on                                          |

#### Otros lanzamientos
| Título                                                                                      | Año            | Posiciones más altas en los gráficos | Posiciones más altas en los gráficos | Ventas         | Lanzamiento              |
| Título                                                                                      | Año            | COR                                  | COR Hot                              | Ventas         | Lanzamiento              |
| Colaboraciones                                                                              | Colaboraciones | Colaboraciones                       | Colaboraciones                       | Colaboraciones | Colaboraciones           |
| ------------------------------------------------------------------------------------------- | -------------- | ------------------------------------ | ------------------------------------ | -------------- | ------------------------ |
| "Everything Is Pretty" (다 예뻐 (romanización revisada, Da Yeppeo)) (con Sunhwa)            | 2012           | 22                                   | 18                                   | - COR: 307,155 | Sencillo sin álbum       |
| Sencillos promocionales                                                                     |                |                                      |                                      |                |                          |
| "Fly Day" (con varios artistas)                                                             | 2017           | —                                    | —                                    | —              | Sencillo sin álbum       |
| Apariciones en bandas sonoras                                                               |                |                                      |                                      |                |                          |
| "The First Day She Cried" (그녀가 처음 울던 날)                                             | 2019           | —                                    | —                                    | —              | Woman of 9.9 Billion OST |
| "Everlasting"                                                                               | 2022           | —                                    | —                                    | —              | Sing A Song OST          |
| "—" indica los lanzamientos que no entraron en las listas o que no se lanzaron en ese país. |                |                                      |                                      |                |                          |

## Filmografía

### Películas
| Año  | Título      | Papel   | Ref.          |
| ---- | ----------- | ------- | ------------- |
| 2022 | Sing A Song | Hyun-Do | [ 23 ] [ 34 ] |

### Series de televisión
| Año       | Título               | Papel             | Notas                    | Ref.   |
| --------- | -------------------- | ----------------- | ------------------------ | ------ |
| 2019      | Kim Is a Genius      | Cheon Cha-dol     |                          | [ 15 ] |
| 2019      | Woman of 9.9 Billion | Kim Seok          |                          | [ 18 ] |
| 2020-2021 | Mr. Queen            | Kim Hwan          |                          | [ 22 ] |
| 2021      | Police University    | Jo Joon-wook      |                          | [ 35 ] |
| 2022      | Cleaning Up          | Sobrino de Yongmi | Cameo (Episodios 1 y 11) | [ 36 ] |
| 2024      | Our Beautiful Summer | Na A-reum         |                          | [ 26 ] |

### Series web
| Año  | Título          | Papel          | Ref.          |
| ---- | --------------- | -------------- | ------------- |
| 2022 | Crush of Spring | Jin Geum-Seong | [ 37 ]        |
| 2022 | Mimicus         | Han You-Sung   | [ 38 ] [ 39 ] |

### Programas de televisión
| Año       | Título              | Papel       | Notas                                     | Ref.   |
| --------- | ------------------- | ----------- | ----------------------------------------- | ------ |
| 2016      | Celebrity Bromance  | Anfitrión   | 5 episodios                               |        |
| 2017      | King of Mask Singer | Concursante | Episodio 129                              |        |
| 2017-2018 | The Show            | MC          | 17 de octubre de 2017 – 8 de mayo de 2018 |        |
| 2019      | King of Mask Singer | Concursante | Episodios 203-204                         |        |
| 2019      | Mileage Soccer      | Elenco      | 10 episodios                              | [ 16 ] |
| 2019      | Glocal Tour         | Anfitrión   | Episodios 12-13                           |        |

## Teatro
| Año  | Título     | Papel | Notas | Ref.   |
| ---- | ---------- | ----- | ----- | ------ |
| 2024 | Buchihanan | Nu-ri |       | [ 27 ] |